# Indianapolis Public Schools

Logo der Indianapolis Public Schools

Als Indianapolis Public Schools (IPS) wird ein Schulbezirk der öffentlichen Schulen in der Innenstadt von Indianapolis, USA bezeichnet. Die IPS ist mit rund 40.000 Schülern der größte Schulbezirk in Indiana.

## Schulen
Die IPS umfasst fünf Highschools, fünfzehn Middleschools und fünfzig Primarschulen (Gradeschools). Die fünf Higschools im Bezirk sind:
- Arlington High School
- Arsenal Technical High School
- Broad Ripple High School
- Emmerich Manual High School
- Northwest High School